# Fürstenzell
Fürstenzell è un comune tedesco di 7 815 abitanti, situato nel land della Baviera.